# Chorquadratkirche

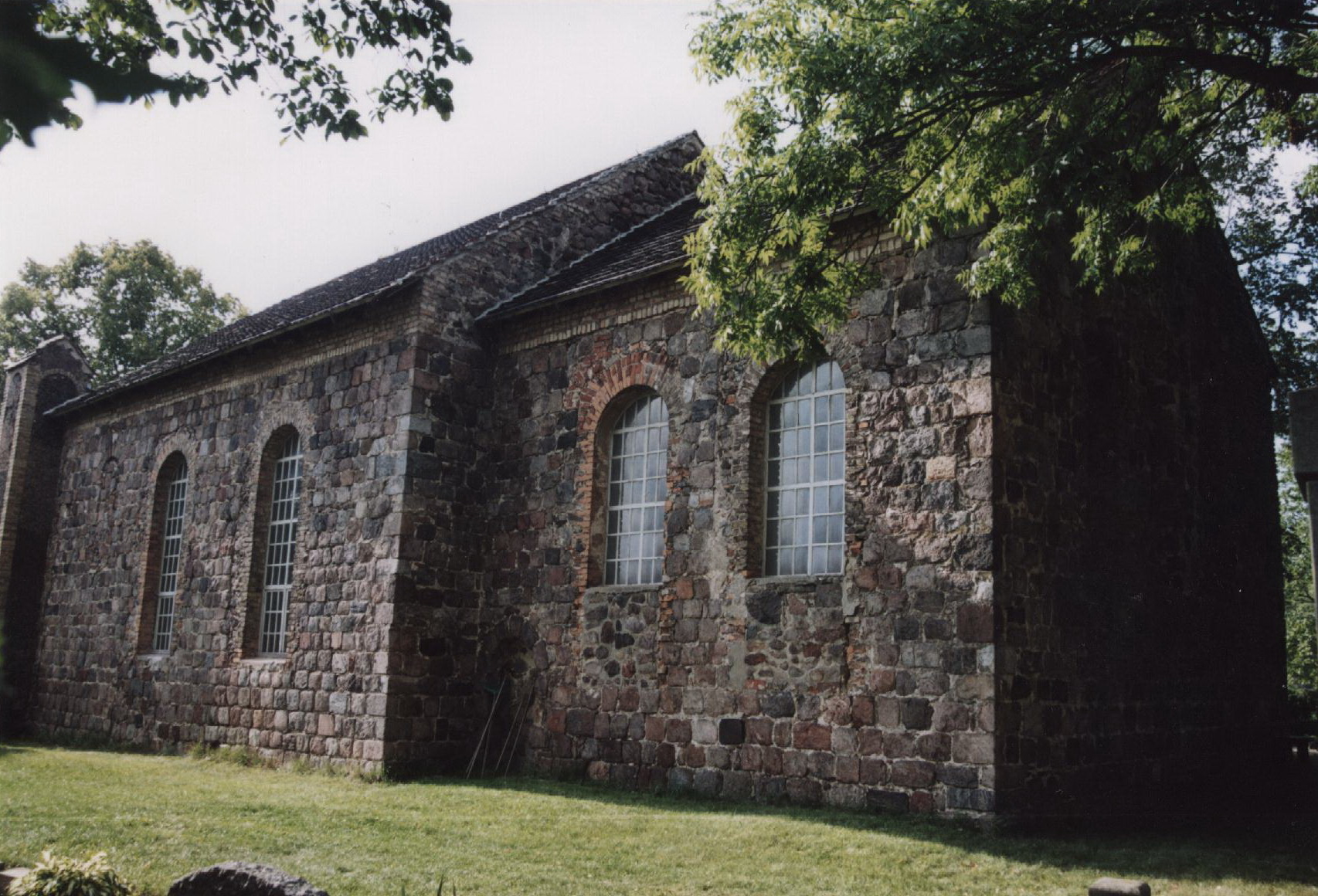
Chorquadratkirche in Hohenstein auf dem Barnim (ohne Turm)

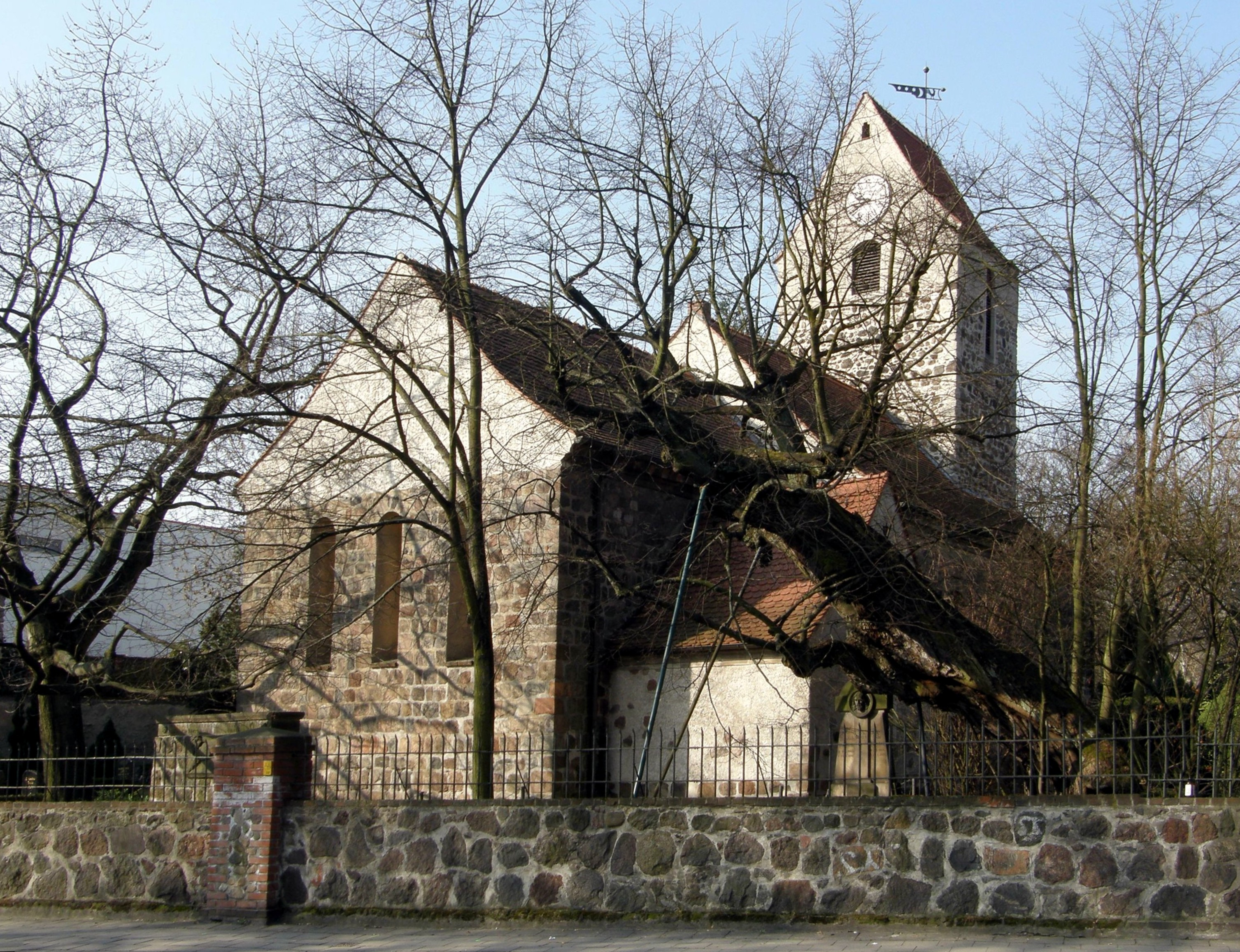
Chorquadratkirche in Berlin-Mahlsdorf (eingezogener Turm spätmittelalterlich)

Der Begriff Chorquadratkirche geht auf den Kunsthistoriker Erich Bachmann zurück und bezeichnet bei Dorfkirchen den Grundrisstyp einer Saalkirche mit anschließendem eingezogenem Chor, der einen geraden Abschluss aufweist.

## Beschreibung
Die Chorquadratkirche ist einer der von Bachmann gebildeten vier Dorfkirchen-Grundrisstypen und seit dem 7./8. Jahrhundert im Holz- und Steinbau Nordeuropas verbreitet. In Deutschland kommt der Bautyp im hohen Mittelalter vor, besonders in Norddeutschland.
Dieser Bautyp besteht aus dem einschiffigen Langhaus mit anschließendem eingezogenem Chor, der meist einen quadratischen Grundriss aufweist. Unwesentlich ist, ob ein Turm vorhanden ist oder nicht. Kennzeichnend ist dagegen der gerade Abschluss des Chores, ohne dass sich eine Apsis anschließt.
Nach Bachmann verlor der Dorfkirchenbau des Typs Chorquadratkirche im 14. Jahrhundert zunächst an Bedeutung; in der Spätgotik sei der Bautyp selten, doch soll er um 1600 in einigen Gebieten eine Neubelebung erfahren haben und sei im Barock wieder ziemlich verbreitet gewesen.
Nach Ulrich Waack ist die Chorquadratkirche der häufigste Dorfkirchen-Grundrisstyp auf dem Barnim. Sofern es sich nicht um Kirchen mit bauzeitlichem querrechteckigem Turm handele, seien zusätzliche Türme (eingezogene Türme oder Dachtürme) erst im Spätmittelalter oder nach dem Mittelalter ergänzt worden.